# Lettlands ambassad i Stockholm
Lettlands ambassad i Stockholm (även Lettiska ambassaden) är Lettlands diplomatiska representation i Sverige. Ambassadör sedan 2021 är Ilze Rūse. Ambassaden upprättades 1919 och stängdes 1940. Efter landets självständighet från Sovjetunionen öppnade den åter 1992. Diplomatkoden på beskickningens bilar är EE.

## Fastigheter
Ambassaden är sedan 1995 belägen i fastigheten Tofslärkan 6 vid Odengatan 5 i Lärkstaden. Byggnaden uppfördes ursprungligen 1912-1914 som ett enfamiljshus enligt arkitekten Folke Zettervalls ritningar. Mellan 1919 och 1929 var ambassaden inrymd på Birger Jarlsgatan 24 och därefter på Valhallavägen 74 fram till den stängdes. Då ambassaden åter öppnade huserade man på Storgatan 38 de första två åren.

## Beskickningschefer
| Namn             | Period    | Funktion   | Anmärkning                                |
| ---------------- | --------- | ---------- | ----------------------------------------- |
| Mārtiņš Nukša    | 1930–1930 | Ambassadör | Sidoackrediterad till Köpenhamn och Oslo. |
| ?                | ????–2010 | Ambassadör |                                           |
| Maija Manika     | 2010–2013 | Ambassadör |                                           |
| Gints Jegermanis | 2013–2017 | Ambassadör |                                           |
| Marģers Krams    | 2017–2021 | Ambassadör |                                           |
| Ilze Rūse        | 2017–     | Ambassadör |                                           |